# Across the Universe
〈Across the Universe〉(어크로스 더 유니버스)는 비틀즈에 의해 녹음된 곡이다. 존 레논에 의해 씌여졌고 레논-매카트니의 명의로 크레디트되었다. 이 곡은 1969년 세계자연기금 WWF 자선앨범 《No One's Gonna》에 수록되어 처음 발표됐고, 이듬해(1970년) 리프로듀싱 되어 다른 형태의 버전으로 비틀즈의 마지막 앨범 《Let It Be》에 수록되어 발표됐다.

## 배경 및 작곡
레논은 어느 날 밤, 부인 신시아로부터 무언가에 대한 끝없는 이야기를 들은 후 침대에 누워 잠을 청하려고 했다. 그런데 그때 "말은 끝없이 내리는 비처럼 흘러 종이컵 속으로 들어가고"(Words are flowing out like endless rain into a paper cup)라는 문구가 떠 올랐다. 이후 신시아는 잠들었고 레논은 계속해서 "끝없는 강물처럼 흐르는"(flowing like an endless stream), 이런 말을 계속 들었다. 레논은 일어나고 싶지 않았지만 더 이상 잠을 잘 수가 없었기 때문에 침대에서 일어나 아랫층으로 내려갔고 종이와 펜을 들고 뇌리에 남아있는 그 말들을 적어 내려가기 시작했다. 그 말들은 "왜 넌 항상 나에게 입을 벌리고 있니?" 라고 하는, 신시아로부터 자극 받은 심정의 노래 보다는, 오히려 일종의 우주적인 노래로 바뀌어 적혀졌다. 그러다 레논은 잠이 들었다.
아침이 되어 잠에서 깨었을 때 레논은 까맣게 잊고 있던 자신이 써 낸 종이를 발견했다. 레논은 바로 그것을 들어 피아노 위에 올려놓고 가사에 적합한 음조를 찾아냈다. 그리고 나서 추가로, "Jai Guru De Va, Om"이라는 구절을 더했다. "Jai Guru Deva"는 산스크리트어로 힌두교에서 높은 의식의 단계에 도달하게 하는 일종의 주문(진언)으로서 많은 의미를 가질 수 있는 문장이다. "선지자여, 깨달음을 주소서", "선지자여, 승리가 있기를", "선지자여, 감사를 전합니다" 등 다양한 의미로 해석될 수 있다. "Om"은 우주의 진동을 나타낸다. 레논의 확고한 가치관을 보여주는 "그 무엇도 나의 세계를 변화시킬 순 없네"(Nothing's gonna change my world) 구절은, 오노 요코만 없다면 비틀즈가 다시 예전으로 되돌아 갈 수 있을 것이라는 멤버들의 의사에 대하여 레논이 자신의 입장을 밝히고 있는 것으로 해석된다.
이 곡의 가사는 일본의 시인 마쓰오 바쇼의 영향이 드리워져 있다는 설도 있고, 인도에서 수행한  종교지도자 마하리시 마헤쉬 요기의 초월명상에서 영감을 얻었다고 하는 설도 있지만, 가장 많이 알려져 있는 설은 후자의 설이다. 물론 이 곡의 뒤에 숨겨진 초기 영감은 초월명상과 아무 관련이 없으며 레논이 신시아와 요코 사이에서 갈등하는 상황 속에 떠오른 문구들을 바탕으로 초월명상에서 얻은 영감으로 가사를 쓴 것으로 많은 이들은 보고 있다. 레논은 인도에서 초월명상을 수행하고 있는 중에도 마음은 온통 요코 오노에게 가 있었다고 한다.
초월명상은 수행자가 하루에 2번씩 마음속으로 특별한 주문을 암송하는 명상법이다. 힌두교의 많은 종파 입문식에서 구루(Guru, 정신적 스승)는 입문자의 귀에 비밀스러운 진언을 속삭여주는데,  진언은 구루나 그밖의 영적인 스승에게서 구두로 전해받았을 때만 진정한 효과가 있다고 여겨진다. 주문을 반복하는 소리에 정신을 집중함으로서 정신 활동이 줄게 되어 수행자는 의식의 높은 단계에 도달하게 된다. 1960년대 후반까지 이 초월명상은 운동처럼 번져 비틀즈 뿐만 아니라 수많은 유명 인사들이 인도로 향하게 했다.
1970년 롤링 스톤와 가진 인터뷰에서 레논은 그가 지금까지 쓴 가사 중 가장 훌륭하고 가장 시적인 가사로 〈Across the universe〉를 꼽았다. 레논은 본래 좋은 곡은 멜로디가 아닌 가사 만으로도 진정한 가치를 전달할 수 있어야 한다는 것을 강조했다: "〈Across the universe〉는 내가 쓴 최고의 가사이며, 실제로는 최고의 시이다. 내가 좋아하는 것은 멜로디가 없이 말로 서 있는 것들이다. 그들은 어떤 멜로디도 가지고 있을 필요가 없다. 시처럼, 여러분은 그것들을 읽을 수 있다."

## 녹음 및 버전 역사
| 날짜            | 내용 |
| --------------- | --- |
| 1968년 2월 4일  | Take 1–2와 4-7 녹음. Take 7로 오버더빙. Take 8로 오버더빙. Takes 1–3에 사운드 이펙트.                                       |
| 1968년 2월 8일  | Take 8로 오버더빙. Take 8로부터 모노 믹싱.                                                                                  |
| 1969년 1월      | Take 8로 오버더빙. Take 8로부터 모노 믹싱. No One's Gonna Change Our World 앨범을 위해 계획된 버전.                         |
| 1969년 10월 2일 | Take 8로 오버더빙. Take 8로부터 모노 믹싱. No One's Gonna Change Our World 앨범과 훗날 Past Masters에 수록되어 발표된 버전. |
| 1970년 1월 5일  | Take 8로부터 스테레오 믹싱. 1월 5일 공개한 Get Back 앨범 수록 버전.                                                         |
| 1970년 3월 23일 | Take 8로부터 스테레오 믹싱.                                                                                                 |
| 1970년 4월 1일  | Take 9로 오버더빙. |
| 1970년 4월 2일  | Take 9로부터 스테레오 믹싱. Let It BE 앨범에 수록되어 발표된 버전.                                                          |

### 1968년 2월 녹음
1968년 초 새 싱글을 준비하던 비틀즈가 녹음을 시작했을 때 레논은 자신이 만든 〈Across the universe〉을 새 싱글의 후보곡으로 제안했다. 하지만 녹음을 완료하고 나서 레논은 완성된 작품에 만족하지 못하고 곡 발표를 포기해 버렸다. 그 당시 싱글로는 폴 매카트니의 〈Lady Madonna〉와 조지 해리슨의 〈The Inner Light〉가 각각 A/B면으로 결정되었다. 1968년 가을, 비틀즈는 《Yellow Submarine》 앨범을 위해 〈Across the universe〉을 포함한 곡들의 EP 발매를 진지하게 고려, EP를 마스터하는 범위까지 갔었다.
〈Across the universe〉의 녹음 세션 과정에서는 전무후무한 일도 벌어졌다. 녹음 첫날인 1968년 2월 4일 어느 정도 녹음이 진행됐을 때(어코스틱 기타, 퍼쿠션, 탐부라를 따라서 조지의 시타르가 오버더빙 되며 포함되었을 때) 레논과 매카트니는 폴세토 하모니를 구현하기 위해 여성의 가성이 필요함을 깨달았다. 그러나 그 날은 일요일이었기 때문에 금발 여성 가수를 구하는 것이 쉽지 않았다. 따라서 애비 로드 스튜디오 밖에서 그들을 보기 위해 모여 있는 수많은 팬들 중에서 두 명의 여성을 선발, 녹음 세션에 참여시켰다. 그 두 여성은 16세의 리지 브라보와 17세의 게이린 피즈라는 이름의 소녀들이었다. 리지 브라보는 애비 로드 스튜디오 근처에서 임시로 거처하고 있는 브라질 소녀였고 게이린 피즈는 런던에 살고 있는 비틀즈의 열성팬 중의 한 명이었다. 두 소녀는 가사 중 "Nothing's gonna change my world"라는 부분에서 백코러스를 담당했고 성공적으로 녹음을 마쳤다.

### 세계자연기금 (WWF) 버전
조지 마틴과 막역한 사이였던 스파이크 밀리건은 비틀즈를 찾아와 〈Across the universe〉를 야생 동물 보호 기금을 마련하기 위한 자선 앨범에 포함시키고 싶다고 얘기했다. 이에 비틀즈는 흔쾌히 동의했고, 자선 앨범에 포함시키기 위한 목적으로 1969년 10월 2일 새 소리 등의 음향 효과를 추가했으며 오리지날보다 곡의 템포를 빠르게 하여 새로운 버전을 완성시켰다. 1968년 2월의 원본 (모노) 믹스는 길이가 3:38이었다. 새 소리 음향 효과가 추가되었더라도 트랙의 속도를 높였기 때문에 새로운 버전은 길이가 3:50에 불과했다. 이렇게 새롭게 완성된 버전은 1969년 12월 12일 《No One's Gonna Change Our World》란 타이틀로 발표된 세계자연기금 자선 앨범에 수록되어 발표되었다. 앨범 타이틀은 〈Across the universe〉의 가사 중 "Nothing's gonna change my world" 구절에서 따온 것이다.

### Let It Be 버전
《Let It Be》 앨범 제작을 위해 프로듀서로 고용된 필 스펙터는 1968년 2월 4일 녹음된 테이프를 사용, 두 여성의 백코러스나 새 음향 효과 등을 생략한 상태에서 1970년 4월 1일 35인조 오케스트라, 14인조 합창단 등 총 50명의 인원을 동원하여 세션의 사운드 효과를 오버더빙 했으며 본래의 곡보다 템포를 느리게 하여 또 하나의 버전을 완성했다. 비틀즈의 마지막 녹음 세션이 된 그 날은 링고 스타만이 참석, 사라져 가는 비틀즈의 신화를 지켜보고 있었다.

### 그 외 버전
1968년 2월 4일 녹음된 테이크(Take 2. 마스터 이전에 녹음된 통기타와 탐부라만의 초기 버전으로 종종 "사이키델릭" 녹음으로 불린다.)가 1996년 《Anthology 2》에 수록되었다.
1968년 2월 4일의 마스터가 올바른 재생 속도로 다시 리믹스 되어《Let It Be... Naked》 앨범에 수록되었다. 대부분의 악기가 제거됐으며 튜닝 문제 해결을 위해 디지털 방식으로 처리됐다.

## 수용 및 유산
음악평론가인 올뮤직의 리치 언터버거는 이 곡에 대해 "비틀즈의 가장 섬세하고 장대한 발라드 중 하나"이자 "《Let It Be》 앨범의 하이라이트 중 하나"라고 평했다.
2008년 2월 4일, 미국 항공우주국 NASA는 50주년 기념으로 지구로부터 431광년 거리에 있는 작은곰자리의 북극성을 향해 비틀즈의 곡 〈Across The Universe〉의 MP3 음원을 NASA 국제우주탐사망(DSN)의 거대한 안테나 3대를 통해 동시에 발사했다." 빛의 속도로 날아가 431년 뒤 도달하는 〈Across The Universe〉를 북극성 현지에서 들으려면 위성방송을 보는 것과 비슷한 과정을 거쳐야 한다. 수신용 안테나는 물론 디지털 신호를 다시 MP3 형태로 변화시킬 수 있는 수신기가 필요하다. 비틀스의 곡을 우주로 쏘아 보낸다는 아이디어는 미국의 비틀스 역사가인 마틴 루이스로부터 나온 것이다. 그는 오노 요코와 비틀즈 판권 보유회사 두 곳의 허락을 받아 NASA와 함께 이 이벤트를 마련했다. 이 날은 〈Across The Universe〉의 녹음일로부터 40주년이 되는 날이기도 해, 비틀즈 멤버 폴 매카트니는 "NASA, 잘 했다! 다른 별 사람에게 안부 전하길"'이라며 NASA에게 메시지를 보냈다. 오노 요코 또한, "수십억의 행성과 교신하는 새로운 시대의 시작을 느낀다"라며 메시지를 전했다. 그리고, 우연의 일치인지, 〈Across The Universe〉를 북극성에 발신한 그 날, 마하리시 마헤쉬 요기가 사망했다.

## 참여 인원
No One's Gonna Change Our World / Past Masters 버전 :
- 존 레논 - 리드 보컬, 통기타, 전기 레슬리 스피커 기타
- 폴 매카트니 - 피아노, 코러스
- 조지 해리슨 - 탐부라, 전기 기타
- 링고 스타 - 마라카스, 스와르만달, 톰톰
- 리지 브라보 - 코러스
- 게이린 피즈 - 코러스

Let It Be 버전 :
- 존 레논 - 보컬, 통기타, 전기 기타
- 폴 매카트니 - 피아노
- 조지 해리슨 - 탐부라
- 링고 스타 - 마라카스, 드럼
- 필 스펙터 - 현악기 및 합창

Let It Be... Naked 버전 :
- 존 레논 - 보컬, 통기타, 전기 레슬리 스피커 기타
- 조지 해리슨 - 탐부라
- 링고 스타 - 드럼, 마라카스
- 폴 매카트니 - 코러스

### 프로덕션
- 조지 마틴 - 하몬드 오르간, 프로듀서 (오리지날 1968년 버전)
- 필 스펙터 - 프로듀서 (1970년 버전)
- 켄 스코트, 마틴 벤게 - 엔지니어 (오리지날 1968년 버전)
- 제프 재랫 - 리믹스 엔지니어 (1969년 No One's Gonna Change Our World 버전)
- 피터 브라운, 마이크 쉬디 - 녹음 및 리믹스 엔지니어 (1970년 Let It Be 버전)

이언 맥도널드의 참여 인원
1968년 2월 8일 녹음된 연주 요소는 1970년 4월 1일 녹음된 오케스트라 및 합창단에 의해 변경되었다.

## 커버
- 1970년, 실라 블랙
- 1971년, 로드 맥컨
- 1973년, 젠틀 레인
- 1975년, 데이비드 보위
- 1982년, 일렉트릭 라이트 오케스트라
- 1985년, 로저 워터스 & 앤디 페어웨더 로우
- 1988년, 라이바흐
- 1989년, 신디 로퍼
- 1993년, 10cc
- 1993년, 로렌스 반 루엔
- 1997년, 애니 미노그
- 1996년, 니콜라이 라스토르구예프
- 1997년, 오노 리사
- 1998년, 피오나 애플
- 1998년, 슬로안 웨인라이트
- 1998년, 라나 래니
- 1999년, 표도르 치스차코프
- 2001년, 제이슨 포크너
- 2001년, 플라잉 걸
- 2001년, 제인 듀복
- 2001년, 리디아
- 2002년, 루퍼스 웨인라이트
- 2003년, 베르데나
- 2004년, 벤 앨리슨 & 메디슨 휠

- 2004년, 에머슨 노게이라
- 2004년, 디 롱
- 2005년, 존 버틀러 트리오
- 2005년, 올스타즈 (라이브, 쓰나미 희생자 추모, 2005년 그래미 어워즈)
- 2006년, 클램본
- 2006년, 바바라 딕슨
- 2006년, 에마누엘 산타로마나
- 2007년, 케네디 콰이어
- 2008년, 짐 스터게스 & 조 앤더슨
- 2008년, 케이티 누난
- 2008년, 마이클 존스 (라이브, "아메리칸 아이돌" 비틀즈 특집)
- 2006년, 킹덤 컴
- 2007년, 잭슨 브라운 & 로비 크리거
- 2008년, 시더
- 2010년, 로저 호드슨 (라이브, Q107)
- 2010년, 브라이언 몰코
- 2010년, 앤드류 황
- 2010년, 저스틴 모리엘로
- 2010년, 우타다 히카루 (라이브, 요코하마 아레나)
- 2010년, 요시이 카즈야
- 2010년, 닥터 X
- 2011년, 비디 아이
- 2011년, 빌 프리셀
- 2011년, 스콜피언스

- 2011년, 게이코 리
- 2011년, 아키코
- 2011년, 토니 패터슨
- 2011년, 믹
- 2012년, 데니스 호
- 2012년, 들국화 (라이브, "윤도현의 MUST" Forever 들국화 II)
- 2013년, 다케시 나카츠카 with 이가반 BB
- 2014년, 커브드 에어
- 2014년, 레이철 레어카
- 2015년, 이승환 (라이브, 신세계 백화점 본점 VIP 초청 공연)
- 2015년, 스페이스 레이디
- 2015년, 앤 윌슨
- 2016년, 카실다 산타마리아
- 2017년, 살몬 스모커스
- 2017년, 이소라 & 유희열 & 윤도현 (라이브, "비긴어게인" 에피소드 7)